# Anthelia
Anthelia is een geslacht van neteldieren uit de klasse van de Anthozoa (bloemdieren).

## Soorten
- Anthelia elongata Roxas, 1933
- Anthelia fallax Broch, 1912
- Anthelia fishelsoni Verseveldt, 1969
- Anthelia glauca Lamarck, 1816
- Anthelia gracilis (May, 1898)
- Anthelia hicksoni Gohar, 1940
- Anthelia japonica Kükenthal, 1906
- Anthelia mahenensis Janes, 2008
- Anthelia rosea Hickson, 1930
- Anthelia simplex Thomson & Dean, 1931
- Anthelia strumosa Ehrenberg, 1834
- Anthelia ternatana (Schenk, 1896)
- Anthelia tosana Utinomi, 1958